# Alegeri legislative în Elveția, 2007
Alegerile pentru Adunarea Federală a Elveției, au avut loc duminică 21 octombrie 2007. În câteva cantoane, un al doilea tur al alegerilor pentru Consiliul Statelor, a avut loc la 11 noiembrie, 18 noiembrie și 25 noiembrie 2007. Pentru a 48-a oară a alegerilor legislative ale Parlamentului Federal, alegătorii din 26 de cantoane au ales pe toți cei 200 de membri ai Consiliului Național, precum ṣi 43 din 46 din membrii Consiliului Statelor. Ceilalți trei membri ai Consiliului Statelor, propuși pentru acest alegeri, au fost aleși la o dată ulterioară.
Pe 12 decenbrie 2007, legislativa nou aleasă, a ales Guvernul federal elvețian, Consiliul Federal Elvețian, pe o perioadă de 4 ani.
Principalul rezultat a fost o consolidare a poziției conducătoare a Partidului Popular Elvețian și o creștere a Partidului Verde și a Partidelor Liberale și Verde în detrimentul social democraților.

## Rezultate
Rezultatele alegerilor Consiliului Național al Elveției din 21 octombrie 2007
| Partide                             | Abrevieri   | Ideologie              | Voturi    | %    | +/-  | Locuri | +/- |
| ----------------------------------- | ----------- | ---------------------- | --------- | ---- | ---- | ------ | --- |
| Partidul Poporului Elvețian         | SVP/UDC     | Național conservatoare | 672.562   | 28,9 | +2,2 | 62     | +7  |
| Partidul Social Democrat            | SPS/PSS     | Social-democrație      | 451.916   | 19,5 | -3,8 | 43     | -9  |
| Partidul Liberal Democrat           | FDP/PLR     | Liberalism clasic      | 364.736   | 15,8 | -1,3 | 31     | -5  |
| Partidul Poporului Creștin Democrat | CVP/PDC     | Creștin democrată      | 335.623   | 14,5 | +0.1 | 31     | +3  |
| Partidul Verde                      | GPS/PES     | Ecologism              | 222.206   | 9,6  | +2.2 | 20     | +7  |
| Partidul Liberal                    | LPS/PLS     | Liberalism clasic      | 41.682    | 1,9  | -0.3 | 4      | ±0  |
| Partidul Verde Liberal              | GLP/PVL     | Liberalism verde       | 33.104    | 1,4  | N/A  | 3      | N/A |
| Partidul Poporului Evangheic        | EVP/PEV     | Creștin democrată      | 56.748    | 2,4  | +0,1 | 2      | -1  |
| Uniunea Federal Democrată           | EDU/UDF     | Dreapta creștină       | 29.914    | 1,3  | ±0.0 | 1      | -1  |
| Partidul Muncii                     | PDA/PST-POP | Comunism               | 17.218    | 0,7  | ±0   | 1      | -1  |
| Liga Ticino                         | LdT         | Național conservatoare | 13.031    | 0,6  | +0.2 | 1      | ±0  |
| Partidul Social Creștin             | CSP/PCS     | Stânga creștină        | 9.984     | 0,4  | ±0   | 1      | ±0  |
| Democrații Elvețieni                | SD/DS       | Naționalism            | 12.609    | 0,5  | -0.5 | 0      | -1  |
| Solidarité                          | SoL         | Socialism              | 8.669     | 0,4  | -0,1 | 0      | -1  |
| Lista Alternativă                   | AL          | Socialism              | 4.582     | 0.2  | -0,3 | 0      | ±0  |
| Alții                               |             |                        | 43.327    | 1,8  | +0,2 | 0      | ±0  |
| Total (48,9%)                       |             |                        | 2.317,911 | -    | -    | 200    | -   |

| Partide                                      | Ideoogie               | 2003 | Locuri | +/- |  |
| -------------------------------------------- | ---------------------- | ---- | ------ | --- |  |
| Partidul Poporului Creștin Democrat(CVP/PDC) | Creștin Democrată      | 15   | 15     | ±0  |  |
| Partidul Liberal Democrat (FDP/PRD)          | Liberalism Clasic      | 14   | 12     | -2  |  |
| Partidul Poporului Elvețian (SVP/UDC)        | Național Conservatoare | 8    | 7      | -1  |  |
| Partidul Verde (GPS/PES)                     | Politica verde         | 0    | 1      | +1  |  |
| Partidul Verde Liberal (GLP/VL)              | Liberalism verde       | 0    | 1      | +1  |  |
| Total                                        |                        | 46   | 46     |     |  |

### Consiliul Național
Partidul Popular Elvețian și-a apărat clar poziția de cel mai puternic partid, crescând cu 2,3% la 29% din votul popular. A fost diminuat sprijinul social-democraților în favoarea Partidului Verde și Partidului Liberal-Verde.
Aripa dreapa cu 63 de locuri(SVP, cu 62 de locuri plus un loc de dreapta a Uniunii Democrate Federale Creștine) este numeric neutralizată de blocul Roșu-Verde(43+20 locuri). CVP de dreapta și FDP de centru-dreapta sunt de asemenea simetrice cu 31 de locuri fiecare. Locul de 12 locuri sunt luate de partile minore: 9 in centrul politic (liberalii, 4 locuri; liberalii verzi,3 locuri; Partidul Evanghelica Poporului,2 locuri) pe langă regionalista Liga Ticino, Partid Social Creștin și Partidul Laburist de stânga au fiecare câte un loc.
Din 200 de locuri 59 au fost câștigate de femei(29,5%), față de 50 din 200 in 2003. Ricardo Lumengo (social-democrat, născut în Angola) este remarcat ca primul consilier negru național elvețian, 23 de tradiționaliști nu au fost realeși și au pierdut mandatul lor, printre ei, Ulrich Schlüer (SVP) politician german de dreapta. Prezența la urne la alegeri a fost de 48,9%, o creștere de 3,7% fața de alegerile din 2003.

### Consiliul de State
În ciuda evoluției Consiliului Național, Consiliul Statelor rămane dominat de tradiționalele partide de ”centru” FDP și CVP.
Robert Cramer (Geneva) este primul membru al Partidului Verde propus pentru a fi ales în Consuliul Statelor, urmat in runda a doua de Luc Recordon din Vaud. Verena Diener (Zurich), din fostul Partid Verde, caștigă in Cosiliul Statelor scaunul pentru Partidul Liberal Verde. Christine Egerszegi Argovia (FDP) este prima femeie consilier aleasă în acest canton.

## A doua rundă
Consiliul Statelor nu a fost finalizat în primul tur, cel din 21 octombrie, douăsprezece locuri rămânând pentru a fi distribuite în alegerile din al doilea tur de scrutin din 11 noiembrie, 18 noiembrie, 27 noiembrie 2007.
În a doua rundă au fost o serie de concurențe notabile, ca de exemplu, alegerile pentru al doilea loc din Zürich, cazul în care candidatul SP Chantal Galladé a fost de acord să se retragă și sa sprijine candidatul BPL Verena Diener împotriva candidatului SVP Ueli Maurer, creșetere de centru-stânga se schimba în a doua runda[4]. În St Gallen, unde nimeni nu a fost ales în primul tur de scrutin, candidatul FDP Erika Forster și candidatul CVP Eugen David, amândoi tradiționaliști, au început o campanie comună pentru realegere împotriva candidatului SVP Toni Brunner. Patru candidați au contestat alegerile pentru două locuri în Tessin-Dick Marty (FDP, peste 40.000 de voturi în primul tur de scrutin) Filippo Lombardi (CVP), Franco Cavalli (SP) - ambii au avut peste 30.000 de voturi - și în final Attilio Bignasca (Lega Nord). Cei doi candidați din FDP și CVP au fost realeși la 18 noiembrie.
Al doilea loc pentru Lucerna a fost inmânat candidatului CVP Konrad Graber în așa-numitele „alegeri silențioase", atunci cand nimeni nu a candidat împotriva lui în al doilea tur. În mod normal Graber ar fi piarut acest tur. Al doilea mandat în Fribourg și Wallis a fost decis în același fel.